# Playoffs NBA 2000
Los Playoffs de la NBA de 2000 fueron el torneo final de la temporada 1999-00 de la NBA.
Los campeones fueron Los Angeles Lakers de la Conferencia Oeste logrando el campeonato después de 12 años sin conseguirlo, los Lakers vencieron en las finales a los Indiana Pacers por un resultado final de 4 - 2.
El MVP de las Finales fue Shaquille O'Neal de Los Angeles Lakers.
Este título suponía el primero para la pareja formada por Shaquille O'Neal y Kobe Bryant, y el primero de la era post Magic Johnson y post Kareem Abdul-Jabbar.
Para los Pacers fue la primera vez que llegaban a las finales de la Conferencia Este después de las tres previas apariciones en las finales de Conferencia; sin embargo después de esta temporada el equipo sería alterado radicalmente debido a las transacciones de Rik Smits, Dale Davis, Derrick McKey y Mark Jackson, que se movieron hacia otros equipos excepto en el caso de Smits que se retiró.
Los playoffs de 2000 fueron el debut en las series de los Toronto Raptors (con solo 5 años de antigüedad).

## Clasificación Playoff

### Conferencia Este
Los Indiana Pacers lideraron con su récord de la Conferencia Este y por tanto tuvieron la ventaja de campo hasta las finales de la conferencia.
A continuación se muestran la lista de los equipos clasificados en la conferencia Este:
1. Indiana Pacers (líder de la división Central)
2. Miami Heat (líder de la división del Atlántico)
3. New York Knicks
4. Charlotte Hornets
5. Philadelphia 76ers
6. Toronto Raptors
7. Detroit Pistons
8. Milwaukee Bucks

### Conferencia Oeste
Los Angeles Lakers al poseer el mejor balance de victorias derrotas de la NBA puderon disponer de la ventaja de campo en todos los partidos.
A continuación se muestran la lista de los equipos clasificados en la conferencia Oeste:
1. Los Angeles Lakers (líder de la división del Pacífico)
2. Utah Jazz (líder de la división del Medio Oeste)
3. Portland Trail Blazers
4. San Antonio Spurs
5. Phoenix Suns
6. Minnesota Timberwolves
7. Seattle SuperSonics
8. Sacramento Kings

## Cuadro de Enfrentamientos
|  | Primera Ronda     | Primera Ronda | Primera Ronda |   |             | Semifinales de Conferencia | Semifinales de Conferencia | Semifinales de Conferencia |  |    | Final de Conferencia | Final de Conferencia | Final de Conferencia |  |    | Final NBA | Final NBA | Final NBA |
|  |                   |               |               |   |             |                            |                            |                            |  |    |                      |                      |                      |  |    |           |           |           |
|  | E1                | Indiana*      | 3             |   |             |                            |                            |                            |  |    |                      |                      |                      |  |    |           |           |           |
|  | E8                | Milwaukee     | 2             |   |             |                            |                            |                            |  |    |                      |                      |                      |  |    |           |           |           |
|  | E8                | Milwaukee     | 2             |   | E1          | Indiana*                   | 4                          |                            |  |    |                      |                      |                      |  |    |           |           |           |
|  |                   |               |               |   | E1          | Indiana*                   | 4                          |                            |  |    |                      |                      |                      |  |    |           |           |           |
|  |                   | E5            | Philadelphia  | 2 |             |                            |                            |                            |  |    |                      |                      |                      |  |    |           |           |           |
|  | E4                | E5            | Philadelphia  | 2 | Charlotte   | 1                          |                            |                            |  |    |                      |                      |                      |  |    |           |           |           |
|  | E4                |               |               |   | Charlotte   | 1                          |                            |                            |  |    |                      |                      |                      |  |    |           |           |           |
|  | E5                | Philadelphia  | 3             |   |             |                            |                            |                            |  |    |                      |                      |                      |  |    |           |           |           |
|  | E5                | Philadelphia  | 3             |   |             |                            |                            |                            |  | E1 | Indiana*             | 4                    |                      |  |    |           |           |           |
|  | Conferencia Oeste |               |               |   |             |                            |                            |                            |  | E1 | Indiana*             | 4                    |                      |  |    |           |           |           |
|  |                   | E3            | New York      | 2 |             |                            |                            |                            |  |    |                      |                      |                      |  |    |           |           |           |
|  | E3                | E3            | New York      | 2 | New York    | 3                          |                            |                            |  |    |                      |                      |                      |  |    |           |           |           |
|  | E3                |               |               |   | New York    | 3                          |                            |                            |  |    |                      |                      |                      |  |    |           |           |           |
|  | E6                | Toronto       | 0             |   |             |                            |                            |                            |  |    |                      |                      |                      |  |    |           |           |           |
|  | E6                | Toronto       | 0             |   | E3          | New York                   | 4                          |                            |  |    |                      |                      |                      |  |    |           |           |           |
|  |                   |               |               |   | E3          | New York                   | 4                          |                            |  |    |                      |                      |                      |  |    |           |           |           |
|  |                   | E2            | Miami*        | 3 |             |                            |                            |                            |  |    |                      |                      |                      |  |    |           |           |           |
|  | E2                | E2            | Miami*        | 3 | Miami*      | 3                          |                            |                            |  |    |                      |                      |                      |  |    |           |           |           |
|  | E2                |               |               |   | Miami*      | 3                          |                            |                            |  |    |                      |                      |                      |  |    |           |           |           |
|  | E7                | Detroit       | 0             |   |             |                            |                            |                            |  |    |                      |                      |                      |  |    |           |           |           |
|  | E7                | Detroit       | 0             |   |             |                            |                            |                            |  |    |                      |                      |                      |  | E1 | Indiana*  | 2         |           |
|  |                   |               |               |   |             |                            |                            |                            |  |    |                      |                      |                      |  | E1 | Indiana*  | 2         |           |
|  |                   | O1            | LA Lakers*    | 4 |             |                            |                            |                            |  |    |                      |                      |                      |  |    |           |           |           |
|  | O1                | O1            | LA Lakers*    | 4 | LA Lakers*  | 3                          |                            |                            |  |    |                      |                      |                      |  |    |           |           |           |
|  | O1                |               |               |   | LA Lakers*  | 3                          |                            |                            |  |    |                      |                      |                      |  |    |           |           |           |
|  | O8                | Sacramento    | 2             |   |             |                            |                            |                            |  |    |                      |                      |                      |  |    |           |           |           |
|  | O8                | Sacramento    | 2             |   | O1          | LA Lakers*                 | 4                          |                            |  |    |                      |                      |                      |  |    |           |           |           |
|  |                   |               |               |   | O1          | LA Lakers*                 | 4                          |                            |  |    |                      |                      |                      |  |    |           |           |           |
|  |                   | O5            | Phoenix       | 1 |             |                            |                            |                            |  |    |                      |                      |                      |  |    |           |           |           |
|  | O4                | O5            | Phoenix       | 1 | San Antonio | 1                          |                            |                            |  |    |                      |                      |                      |  |    |           |           |           |
|  | O4                |               |               |   | San Antonio | 1                          |                            |                            |  |    |                      |                      |                      |  |    |           |           |           |
|  | O5                | Phoenix       | 3             |   |             |                            |                            |                            |  |    |                      |                      |                      |  |    |           |           |           |
|  | O5                | Phoenix       | 3             |   |             |                            |                            |                            |  | O1 | LA Lakers*           | 4                    |                      |  |    |           |           |           |
|  | Conferencia Este  |               |               |   |             |                            |                            |                            |  | O1 | LA Lakers*           | 4                    |                      |  |    |           |           |           |
|  |                   | O3            | Portland      | 3 |             |                            |                            |                            |  |    |                      |                      |                      |  |    |           |           |           |
|  | O3                | O3            | Portland      | 3 | Portland    | 3                          |                            |                            |  |    |                      |                      |                      |  |    |           |           |           |
|  | O3                |               |               |   | Portland    | 3                          |                            |                            |  |    |                      |                      |                      |  |    |           |           |           |
|  | O6                | Minnesota     | 1             |   |             |                            |                            |                            |  |    |                      |                      |                      |  |    |           |           |           |
|  | O6                | Minnesota     | 1             |   | O3          | Portland                   | 4                          |                            |  |    |                      |                      |                      |  |    |           |           |           |
|  |                   |               |               |   | O3          | Portland                   | 4                          |                            |  |    |                      |                      |                      |  |    |           |           |           |
|  |                   | O2            | Utah*         | 1 |             |                            |                            |                            |  |    |                      |                      |                      |  |    |           |           |           |
|  | O2                | O2            | Utah*         | 1 | Utah*       | 3                          |                            |                            |  |    |                      |                      |                      |  |    |           |           |           |
|  | O2                |               |               |   | Utah*       | 3                          |                            |                            |  |    |                      |                      |                      |  |    |           |           |           |
|  | O7                | Seattle       | 2             |   |             |                            |                            |                            |  |    |                      |                      |                      |  |    |           |           |           |